# San Justo (kommunhuvudort i Argentina, Santa Fe)
San Justo är en kommunhuvudort i Argentina.   Den ligger i provinsen Santa Fe, i den centrala delen av landet, 500 km norr om huvudstaden Buenos Aires. San Justo ligger 59 meter över havet och antalet invånare är 21 809.
Terrängen runt San Justo är mycket platt.
Trakten runt San Justo består till största delen av jordbruksmark. Runt San Justo är det mycket glesbefolkat, med 7 invånare per kvadratkilometer.